# Tarzan (film fra 1999)
Tarzan er en amerikansk tegnefilm fra 1999 produceret af Walt Disney Feature Animation og udgivet af Walt Disney Pictures den 18. juni 1999 i USA og den 12. november i Danmark. Den er den 37. i rækken af Disneys klassikere og baseret på Edgar Rice Burroughs historie: Tarzan, Abernes konge og det er den eneste store filmudgave af Tarzan, der er lavet som en tegnefilm. Filmen indtjente 899 mio. kroner i USA og 2,35 mia. kroner verden over og indtjente langt mere end tidligere film såsom Mulan og Herkules.
Indtil skabelsen af Disney-animationsfilmen To på flugt — Et hårrejsende eventyr (2011) var Tarzan den dyrest producerede tegnefilm med et budget på 130 millioner dollar. Det er den sidste film som hører til Disneys renæssance.
Filmens temasang, "You'll Be in My Heart" er skrevet og sunget af Phil Collins, og den vandt Academy Awards for Oscar for bedste sang.

## Handling
I de sene 1880'ere et sted udenfor Afrikas kyst, flygter et ungt par og deres nyfødte søn fra et brændende skib, og de ender på bredden til et uudforsket stykke regnskov ved Afrika, hvor de bygger et træhus af resterne af skibet. I mellemtiden rejser et par gorillaer Kerchak og Kala igennem regnskoven sammen med deres nyfødte abeunge og resten af deres flok. Om natten bliver parrets lille abeunge dræbt af leoparden Sabor, og Kalas hjerte er knust. Dagen efter hører den stadig sørgende Kala  barnegråd, følger lyden og ender hun ved foden af træhuset. Da hun træder ind i træhuset, er der kaos og blodspor på gulvet. Barnets forældre er dræbt, men barnet er i live. Kala flygter nu med barnet fra en stadig sulten Sabor og vender hjem til flokken, hvor Kerchak fortæller, at hun skal sætte barnet tilbage, men Kala siger ham imod og beslutter sig for at beholde det og opfostre ham, som var han hendes søn, og kalde det Tarzan.
Et par år efter er Tarzan blevet venner med den meget drengede pige-gorilla, Terkina "Terk" og elefanten Tantor. Trods hans manglende evner som gorilla, kæmper Tarzan og vokser op og blive en stærk, dygtig og gorilla-lignende mand. Da Sabor en dag igen angriber gorilla flokken, lykkedes det Tarzan at dræbe ham og få Kerchaks respekt. Snart efter opdager Tarzan en gruppe opdagelsesrejsende, der søger efter gorillaer: Professor Porter og hans datter, Jane, som rejser sammen med guiden Clayton. Jane får kort tid efter rodet sig i en værre ballade med en masse vrede bavianer, og Tarzan kommer hende til undsætning. Det bliver en vild tur for Jane, men Tarzan får reddet hende i sikkerhed. Da Tarzan er meget nysgerrig om Jane, undersøger han hende ved at pille ved hendes fødder og kilde hende. Da han ved et tilfælde opdager at hun har handsker på, tager han dem af og sætter sin hånd op mod hendes. Han indser her, at de er ens. Han bringer derefter Jane tilbage til hendes lejr.
I mellemtiden er Tarzans venner blevet urolige for ham, og i deres søgen finder de de tre rejsendes lejr, som de ødelægger, mens de har det sjovt. Tarzan kommer nu tilbage med Jane, men må flygte sammen med sine abevenner inden professoren og Clayton kommer tilbage. Tilbage i junglen beordrer Kerchak alle i flokken til at holde sig langt væk fra menneskene, men Tarzan protesterer, da han tror på, at de ikke vil noget ondt. Tarzan tager herefter i al hemmelighed ned til lejren hver dag for at lære mere om verden omkring ham. Det er også her, Tarzan lærer at tale menneskesprog og til trods for at professoren, Clayton og Jane spørger om han vil føre dem til gorillaerne, nægter Tarzan, da han er bange for Kerchaks vrede. Et par dage senere kommer skibet, som skal sejle de 3 tilbage til England, og Tarzan, som er knust over at Jane skal rejse, bliver bildt ind af Clayton at hun bliver, hvis bare han viser dem, hvor gorillaerne er. Tarzan får nu Terk og Tantor til at distrahere Kerchak, imens Tarzan viser de 3 gorillaernes tilholdssted.
Men noget går galt og Kerchak dukker op og angriber Clayton, fordi han har et gevær. Tarzan holder nu Kerchak tilbage, så menneskene kan flygte og han svigter nu sin familie. Fuld af sympati viser Kala efterfølgende Tarzan, han biologiske forældres gamle træhus og han beslutter sig for at tage med Jane hjem til den civiliserede verden. Da Tarzan stiger om bord på skibet, opdager han Claytons skumle planer: han ville bare finde gorillaerne, så han kunne skyde dem og sælge dem på det sorte marked. Han spærrer nu professoren, Jane og Tarzan inde og beordrer hans mænd ind i regnskoven. Som de stormer skoven redder Terk og Tantor Tarzan, som styrter tilbage for at stoppe Clayton. I den hårde kamp (i hvilken bavianer og elefanter hjælper til) skyder Clayton, Kerchak og sårer ham fatalt. Tarzan og Clayton kæmper nu videre oppe i trætoppene, hvor Tarzan får taget Claytons gevær og smadret det. Clayton forfølger nu Tarzan med et sværd ind i et virvar af lianer, som Tarzan bruger til at få Clayton fanget i. Uheldigvis lægger en af lianerne sig om Claytons hals og fordi han selv kommer til at skære de lianer over som holdt ham oppe, falder han ned og bliver hængt. 
Tarzan finder nu den døende Kerchak, som undskylder overfor Tarzan for hans opførsel og gør Tarzan til leder af flokken. Kerchak dør derefter og Tarzan indtager nu sin plads som leder. Med Claytons mænd fanget og professoren og Jane sluppet fri, er de klar til at tage tilbage til England. Jane indser dog, hvad hendes hjerte vil og hun vender hurtigt tilbage til Tarzan og junglen, efterfulgt af sin far. Tarzan, Jane og professoren ses derefter i al lykkelig svinge rundt oppe i trætoppene sammen med dyrene og gorillaerne. 

### Store ændringer fra bogen
Filmen er baseret på eventyr-romanen Tarzan, Abernes konge af Edgar Rice Burroughs. Forskelle mellem bogen og filmen inkluderer:
- Tarzans forældre, dræbt af Sabor i filmen, men bliver dræbt af aberne i bogen.
- I bogen bliver Kalas unge dræbt, fordi Kerchak slår det ud af et træ, hvor det i filmen bliver dræbt af Sabor.
- Terkoz, en mandlig gorilla og Tarzans fjende i bogen, er Terk (eller Terkina, som hun bliver kaldet af sin mor), en kvindelige gorilla og Tarzans bedste ven i filmen. Selvom at Terk i musicaludgaven bliver lavet om til en mandlig gorilla i stedet for en kvindelig.
- Kala, Tarzans adoptiv-abemor, bliver i bogen dræbt af en afrikansk kriger, men lever i filmen.
- Professor Porter og Jane kommer i bogen fra Maryland, USA, men i filmen fra London, England.

## Stemmer
| Engelske skuespillere | Danske skuespillere  | Rolle                          |
| --------------------- | -------------------- | ------------------------------ |
| Tony Goldwyn          | Nikolaj Lie Kaas     | Tarzan                         |
| Minnie Driver         | Meike Bahnsen        | Jane Porter                    |
| Rosie O'Donnell       | Sidse Babett Knudsen | Terkina ("Terk")               |
| Glenn Close           | Birgitte Raaberg     | Kala                           |
| Brian Blessed         | Jørn Gottlieb        | Clayton                        |
| Lance Henriksen       | Dick Kaysø           | Kerchak                        |
| Wayne Knight          | Amin Jensen          | Tantor                         |
| Nigel Hawthorne       | Paul Hüttel          | Professor Archimedes Q. Porter |
| Alex D. Linz          | Rasmus Albeck        | Ung Tarzan                     |
| Taylor Dempsey        | Julian T. Kellermann | Ung Tantor                     |

Andre er: Peter Zhelder Due, Pauline Rehné, Vibeke Hastrup, Jette Sievertsen, Laus Høybye, Christian Potalivo, Lars Lippert, Peter Holst-Bech, Ellen Hillingsø, Thomas Mørk, Niels Weyde, Nis Bank-Mikkelsen, Mikkel Christiansen, Mathias Klenske, Klaus Bondam, Kit Eichler, Lars Thiesgaard, Johnny Jørgensen